# Art Paris Art Fair
Art Paris Art Fair — ежегодная международная ярмарка современного искусства, проводимая в Париже с 1998 года.

## О выставке
Ярмарка проводится в Grand Palais ежегодно, начиная с 1998 года.
В 2013 году в ярмарке примут участие 10 российских галерей: ростовская 16thLINE art-gallery, московские Grinberg Gallery, «Эритаж», Galerie Iragui, Pecherskiy Gallery , pop/off/art, петербургские Галерея Марины Гисич (совместно с Ural Vision Gallery, Екатеринбург) и «Эрарта», владивостокская «Арка».